# Iglesia de la Asunción de Nuestra Señora (Fuentelencina)
La iglesia de la Asunción de Nuestra Señora es un templo católico situado en el extremo noreste del núcleo urbano de Fuentelencina (Guadalajara, España). Se trata de un edificio del siglo XVI, reconstruido posteriormente en época barroca.

## Descripción

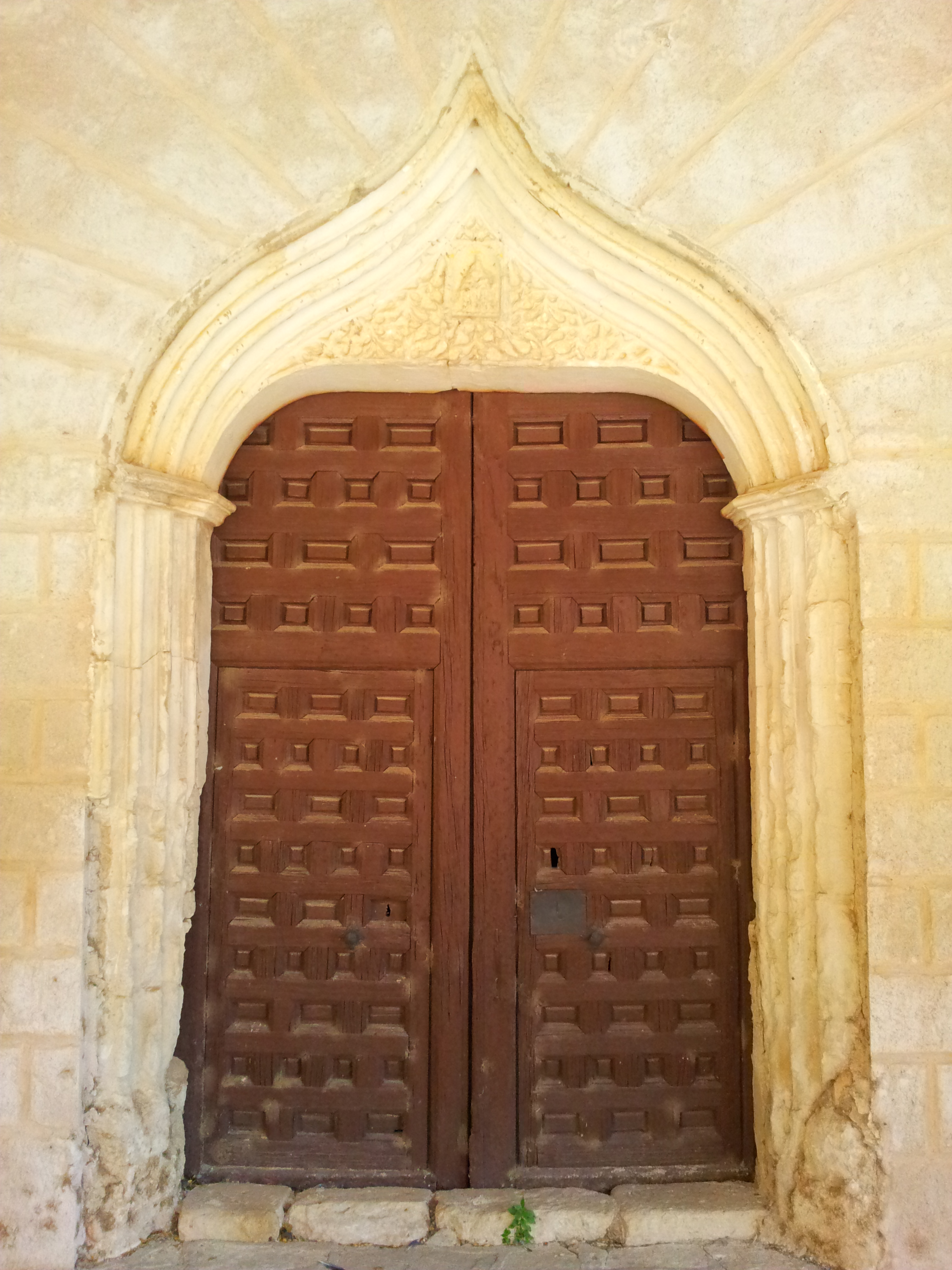
Puerta con arco conopial

Se trata de un templo de tres naves, de cinco tramos, separadas por pilares (con contrafuertes en el exterior), de los que arrancan arcos de medio punto. Se cubre la nave central por bóvedas de arista (en tres tramos) y de crucería (en el resto). Los brazos del crucero tienen bóveda de medio cañón con lunetos. La Capilla Mayor sigue un sistema de crucería. El coro se encuentra en alto, a los pies del templo.
Presenta muros de mampostería y sillares, puerta a los pies, cegada, en el arco conopial, y puerta en el lado de la Epístola, con restos de pórtico del siglo XVI. Tiene torre a los pies, en el lado del Evangelio, de cuatro cuerpos y en piedra. También cuenta con decoración de bolas en el alero.
Los dos accesos se producen a través de un atrio abierto, separado de la calle por una barbacana de piedra mampuesta, que ocupa el ángulo suroeste del templo. Las fachadas son de mampostería concertada de piedra caliza, con algunos paños de sillería del mismo material.
También de sillería están construidas las esquinas, los contrafuertes, las cornisas, los dinteles, las jambas y los alféizares.

### Retablo
De su interior destaca el magnífico retablo mayor, de estilo plateresco, de mediados del siglo XVI, el cual ha de considerarse parte esencial de la historia del inmueble. Costeado por concejo y el cardenal de Toledo, Juan Martínez Silíceo, de las tareas escultóricas se encargaron los toledanos Nicolás de Vergara el Viejo y Juan Bautista Vázquez, siendo autor de las tablas pintadas el seguntino Diego de Madrid que en 1557 se comprometía a ejecutarlas con arreglo a las trazas proporcionadas por Luis de Velasco.
Está organizado en cuatro cuerpos horizontales y el superior de remate, con tres calles verticales separadas por hornacinas y medallones. La calle central está formada por grupos escultóricos y las laterales por pinturas sobre tabla, todo ello rodeado por una gran exuberancia decorativa en el más puro estilo plateresco.
En el zócalo se muestran los escudos del Emperador Carlos, del sumo pontífice, el del Cardenal Silíceo y el de la localidad, enmarcados en exuberante decoración plateresca.